# Azougui

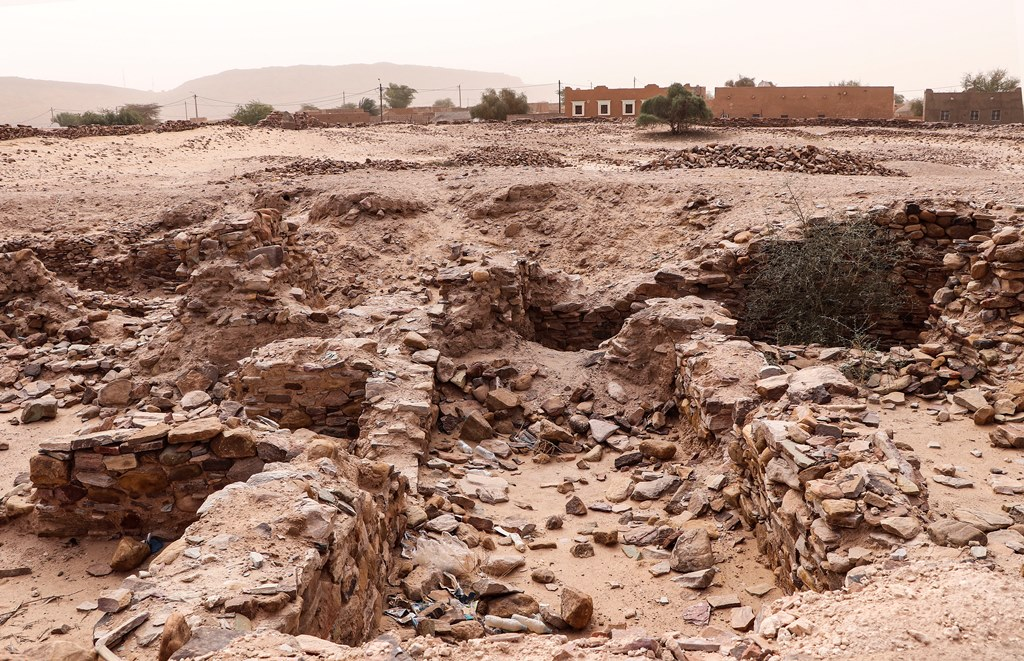
Die archäologische Stätte von Azougui

Azougui (arabisch آزوكي, DMG Azūkī) oder auch Azuggi ist eine Oasensiedlung und Ruinenstadt in der Gemeinde  Aïn Ehel Taya, Département Atar, Mauretanien. Im 11. Jahrhundert war Azougui das Hauptquartier der Almoraviden.

## Geographie
Die Mauerreste der ehemaligen Stadt liegen in einer Oase des Oued Tayaret etwa 10 Kilometer nordwestlich von Atar zwischen zwei Schichtstufen des Adrar-Plateaus. Im Westen erhebt sich die Schichtstufe mit der mesoproterozoischen Agueni-Formation. Unmittelbar im Osten hat sich eine Schlucht in die Schichtstufe bestehend aus der Azougui-Formation und der sie abdeckenden Foum-Chor-Formation eingeschnitten.
Die heutige kleine dörfliche Ansammlung befindet sich inmitten eines Dattelpalmenhains. Während der Dattelernte in der heißen Sommerzeit füllt sich der Ort mit Familien aus den Städten, die zur Ernte anreisen und zugleich hier ihren Urlaub verbringen. Sie wohnen in Hütten (Tikkits) oder in Zelten (Khaimas).

## Bevölkerung
Als bewohnter Ort in der Gemeinde Aïn Ehel Taya hat Azougui 665 Einwohner (2023).

## Geschichte
Von Azougui aus attackierten die islamisierten Berber-Nomaden der Sanhadscha das schwarzafrikanische Reich von Ghana im Süden und berberische und arabische Reiche in Marokko und Spanien.
Der Geschichtsschreiber Abū ʿUbaid al-Bakrī berichtet, dass in Azougui eine von 20.000 Dattelpalmen umringte Festung mit Namen Ardschi (oder Arji) von Yannu ibn Umar, einem Bruder der beiden Almoravidenanführer Yahya ibn Umar al-Lamtuni und Abu Bakr ibn Umar, errichtet worden war. Sie lag an der Grenze zwischen dem Stammesgebiet der vormals befreundeten Lamtuna und Dschudala, zwei Wüstenstämmen der Sanhadscha-Berber. Nachdem jedoch die Dschudala die Allianz mit den Lamtuna aufgegeben hatten, bildeten nur noch Letztere den Kern der Almoravidendynastie. Im Jahr 1056 erlitten die Lamtuna bei dem ganz in der Nähe liegenden Tabfarilla ihre erste große Niederlage, als die Dschudala ein in Azougui stationiertes Lamtunaheer vernichteten und ihren Anführer Yahya ibn Umar töteten. Später wurden Azougui und das benachbarte Schlachtfeld von den Almoraviden als eine ihrer verehrenswerten Stätten betrachtet. Der um 1150 schreibende Chronist Al-Zuhri bezeichnete Azougui als Hauptstadt der Almoraviden.
Al-Idrisi sah in Azougui einen unvermeidlichen Zwischenaufenthalt des Transsaharahandels zwischen Marokko und dem Reich von Ghana:

„Wer die im Sudan gelegenen Länder Sila, Takrur und Ghana aufsuchen will, kann diese Stadt nicht umgehen.“

Er bemerkt ferner, dass die Einwohner Guineas (wahrscheinlich sind die Soninke gemeint) Azugui als Quqadam kannten.
Wie Funde von Steinwerkzeugen, mehreren Steinkreisen und Petroglyphen aus dem 7. Jahrhundert beweisen, war Azougui jedoch bereits lang zuvor besiedelt. Heute stehen noch Teile der alten Zitadelle und der Nekropolis des al-Imam al-Hadrami.

## Geologie
Der Ort ist namensgebend für die geologische Azougui-Formation.

## UNESCO-Welterbe
Azougui wurde am 14. Juni 2001 auf die Vorschlagsliste (Tentativliste) Mauretaniens für das UNESCO-Welterbe in Mauretanien gesetzt.